# Хобоксар
Хобоксар (кит. 和布克赛尔镇, пін. Hébùkèsài'ĕr Zhèn) — містечко у КНР, адміністративний центр Хобоксар-Монгольського автономного повіту префектури Тачен.

## Географія
Хобоксар розташовується у південних передгір'ях Сауру.

### Клімат
Містечко знаходиться у зоні, котра характеризується кліматом тропічних пустель. Найтепліший місяць — липень із середньою температурою 18.3 °C (65 °F). Найхолодніший місяць — січень, із середньою температурою -13.3 °С (8 °F).
| Клімат Хобоксара        | Клімат Хобоксара | Клімат Хобоксара | Клімат Хобоксара | Клімат Хобоксара | Клімат Хобоксара | Клімат Хобоксара | Клімат Хобоксара | Клімат Хобоксара | Клімат Хобоксара | Клімат Хобоксара | Клімат Хобоксара | Клімат Хобоксара | Клімат Хобоксара |
| Показник                | Січ.             | Лют.             | Бер.             | Квіт.            | Трав.            | Черв.            | Лип.             | Серп.            | Вер.             | Жовт.            | Лист.            | Груд.            | Рік              |
| Абсолютний максимум, °C | 3                | 11               | 17               | 22               | 33               | 32               | 31               | 31               | 31               | 25               | 12               | 6                | 33               |
| Середній максимум, °C   | −7               | −3               | 3                | 11               | 17               | 23               | 24               | 23               | 18               | 10               | 0                | −4               | 10               |
| Середня температура, °C | −12              | −9               | −2               | 5                | 10               | 16               | 18               | 16               | 11               | 4                | −5               | −9               | 5                |
| Середній мінімум, °C    | −18              | −15              | −7               | −1               | 4                | 10               | 12               | 10               | 5                | −2               | −10              | −15              | −2               |
| Абсолютний мінімум, °C  | −28              | −30              | −23              | −16              | −7               | 1                | 6                | 1                | −6               | −17              | −26              | −27              | −30              |
| Вологість повітря, %    | 65               | 64               | 57               | 45               | 42               | 44               | 52               | 50               | 48               | 51               | 67               | 71               | 55               |
| ----------------------- | ---------------- | ---------------- | ---------------- | ---------------- | ---------------- | ---------------- | ---------------- | ---------------- | ---------------- | ---------------- | ---------------- | ---------------- | ---------------- |
| Джерело: Weatherbase    |                  |                  |                  |                  |                  |                  |                  |                  |                  |                  |                  |                  |                  |